# エレオノーレ・フォン・アンハルト＝ツェルプスト
エレオノーレ・フォン・アンハルト＝ツェルプスト（ドイツ語：Eleonore von Anhalt-Zerbst, 1608年11月10日 - 1681年11月2日）は、シュレースヴィヒ＝ホルシュタイン＝ゾンダーブルク＝ノルブルク公フリードリヒの妃。

## 生涯
エレオノーレはアンハルト＝ツェルプスト侯ルドルフとドロテア・ヘートヴィヒ・フォン・ブラウンシュヴァイク＝ヴォルフェンビュッテルの娘である。
1632年2月15日にノルブルクにおいてシュレースヴィヒ＝ホルシュタイン＝ゾンダーブルク＝ノルブルク公フリードリヒと結婚した。夫フリードリヒにとっては再婚であった。ノルブルク公領にはわずかな財源しかなく、エレオノーレの子供たちは公領の外で収入源を探さなければならなかった。神学者のクリストフ・ヴィルヘルム・メガンダーは、1653年以降エレオノーレの聴罪司祭として仕えた。継息子ヨハン・ボギスラウの治世の間に、公国は破産し封土はデンマークに没収された。
エレオノーレは1681年に寡婦財産であったアルス島のウスターホルム城において死去し、夫の隣に埋葬された。

## 子女
- 子（1633年）
- エリーザベト・ユリアネ（1633年 - 1704年） - ブラウンシュヴァイク＝ヴォルフェンビュッテル公アントン・ウルリヒと結婚
- ドロテア・ヘートヴィヒ（1636年 - 1692年） - ガンデルスハイム修道院長（1665年 - 1678年）、のち、1678年にクリストフ・フォン・ランツァウ＝ホーエンフェルトと結婚
- クリスチャン・アウグスト（1639年 - 1687年） - イングランド提督
- ルイーゼ・アメーネ（1642年 - 1685年） - ヨハン・フリードリヒ・フォン・ホーエンローエ＝ノイエンシュタイン＝エーリンゲンと結婚
- ルドルフ・フリードリヒ（1645年 - 1688年） - シュレースヴィヒ＝ホルシュタイン＝ゾンダーブルク＝ノルブルク公